# The Ash Can Fleet
Pour plus de détails, voir Fiche technique et Distribution.
The Ash Can Fleet (en français : La Flottille des poubelles) est un film américain réalisé par Fred Zinnemann, sorti en 1939.

## Synopsis
Pendant la Révolution américaine, David Bushnell, un colon américain, invente le sous-marin et les charges de profondeur.

## Distribution
- James Bush : David Bushnell
- Lester Dorr : journaliste
- Gladden James : journaliste
- Colin Kenny : journaliste
- Claude King : instructeur
- Ferdinand Schumann-Heink : commandant de sous-marin
- William Tannen : navigateur de sous-marin
- Robert Warwick : Paul Von Hindenberg
- Frank Whitbeck : narrateur (voix)[3]